# Ашаров, Георгий Кириллович
Георгий Кириллович Ашаров (1 мая 1918, Большой Хабык, Идринский район, Енисейская губерния, РСФСР — 10 мая 1990, Москва, СССР), полковник. Участник Великой Отечественной войны. Полный кавалер  Ордена Отечественной войны, Заслуженный военный штурман СССР.
Штурман звена 25-го гвардейского Московского ночного бомбардировочного авиационного полка 2-й гвардейской бомбардировочной авиационной дивизии 8-й воздушной армии 4-го Украинского фронта.

## Биография
Родился 1 мая 1918 года в селе Большой Хабык, Идринского района, Красноярского края, РСФСР. Русский.
Начал службу в РККА с 1939 года. 

В 1942 году в звании старшего сержанта направлен на фронт. Участвовал в Сталинградской битве.

Получил тяжелое осколочное ранение головы. Награждён медалью «За оборону Сталинграда». После выписки из госпиталя снова вернулся на фронт.
В 1943 году — капитан, штурман звена 25-го гвардейского Московского ночного бомбардировочного авиационного полка 2-й гвардейской бомбардировочной авиационной дивизии 8-й воздушной армии. 31 января 1943 награждён медалью «За отвагу», а 13 августа 1943 орденом Отечественной войны II степени. 

Участвовал в освобождении Ростова-на-Дону, Донбасса, Крыма.

Один из героев книги Н. Н. Штучкина «Над горящей землей» (ДОСААФ 1980 год).

Бесстрашный воздушный воин, хорошо владеет штурманским делом и своим оружием. Каждое боевое задание выполняет обдуманно и уверенно. В воздухе ориентируется хорошо. Над целью смел и дерзок. 

За образцовое выполнение боевых заданий за 60 успешных боевых вылетов награжден медалью «За Отвагу». После награждения совершил 105 боевых успешных вылетов на бомбардировку и разведку войск противника. 

Бомбометанием повреждено или уничтожено 5 автомашин, 7 зданий в опорных пунктах противника, взорвано 3 склада с боеприпасами и 1 склад с горючим.
При выполнении боевых заданий применяет интенсивный пулеметный огонь для обстрела наземных целей.
— Наградной лист. Командир 25 гвардейского московского авиаполка гвардии майор Калашников, 28 июля 1943 года.

Георгий Ашаров, бывший штурман звена, стал заслуженным военным штурманом СССР. Теперь полковник запаса, работает в гражданской авиации.
— из книги Н. Н. Штучкина «Над горящей землёй» М.: ДОСААФ 1980 год

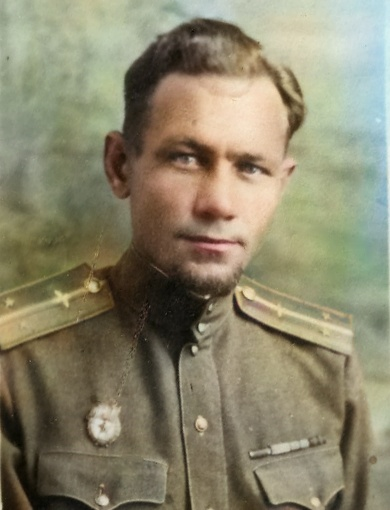
Ашаров в годы войны

После войны продолжил службу в гражданской авиации. С 1966 г. — полковник авиации.
В 1970 г. закончил службу и вышел на пенсию.
Умер в Москве 10 мая 1990. Кремирован, прах захоронен с воинскими почестями на Митинском кладбище.

## Участие в операциях и битвах
- Сталинградская битва — с 22 ноября 1942 года по 2 февраля 1943 года.
- Воздушная блокада Сталинграда — с 23 ноября 1942 года по 2 февраля 1943 года.
- Котельниковская операция — с 12 декабря 1942 года по 30 декабря 1942 года.
- Ростовская операция — с 1 января 1943 года по 18 февраля 1943 года.
- Ворошиловградская операция — с 29 января 1943 года по 18 февраля 1943 года.
- Миусская операция — с 17 июля 1943 года по 2 августа 1943 года.
- Донбасская операция — с 13 августа 1943 года по 22 сентября 1943 года.
- Битва за Днепр — с 13 августа 1943 года по декабрь 1943 года.
- Мелитопольская операция — с 26 сентября 1943 года по 5 ноября 1943 года.
- Освобождение Правобережной Украины — с 24 декабря 1943 года по 17 апреля 1944 года.

## Награды
- Медаль «За оборону Сталинграда» (22.02.1942)[1]
- Медаль «За отвагу» (31.01.1943)[2]
- Орден Отечественной войны II степени (13.08.1943)[3]
- Медаль «За победу над Германией в Великой Отечественной войне 1941—1945 гг.» (03.05.1945)[4]
- Медаль «За боевые заслуги» (15.11.1950)[5]
- Орден Красной Звезды (05.11.1954)[6]
- Орден Красной Звезды (22.07.1966)[7]
- Орден Отечественной войны I степени (06.04.1985)[8]

## Однополчане
Виктор Иванович Шибанов, Иван Васильевич Оглоблин

## Семья
Жена — Надежда Степановна  Ашарова (Шкулепо).